# Никольское (озеро, Грязовецкий район)
Никольское (Комельское) — озеро в Вологодской области России, остаточный водоём в бассейне реки Сухоны. Код водного объекта — 03020100311103000003653.

## География
Расположено на территории Грязовецкого района, в 17 км к западу от районного центра — города Грязовца, на высоте 128 метров над уровнем моря.

## Характеристика
Площадь озера составляет 6 км², площадь водосборного бассейна — 682 км². Мелководное, средняя глубина — 0,6 м, наибольшая — 0,9 м. Дно ровное, илистое. Берега преимущественно низкие, заболоченные. Впадают реки Соть и Кундола, вытекает река Комёла.
Несмотря на то, что озеро является проточным, интенсивный водообмен наблюдается лишь во время весеннего половодья и летом в многоводные годы, о чём говорит его активное зарастание (около 40 % площади) водными растениями (камыш, осока, калужница, стрелолист, поручейник широколистный, ситняг болотный, хвощ приречный, рдест и ряска трёхдольная), особенно у северного и западного берегов.
Основными представителями ихтиофауны водоёма являются окунь, щука, плотва, карась.